# (208996) Achlys
2003 AZ84 és un objecte del Cinturó de Kuiper que orbita al voltant del Sol a 39.45 ua de distància mitjana. Això és aproximadament a la mateixa distància que el planeta nan Plutó. Té un diàmetre d'aproximadament 730 kilòmetres segons el mètode de l'assumpció d'albedo.
El seu descobriment es va produir el 13 de gener del 2003 per Chad Trujillo i Michael E. Brown dins del projecte NEAT, projecte per a detectar nous asteroides, en l'observatori de Mont Palomar (Califòrnia, EUA).
Dins de la categoria d'objectes del Cinturó de Kuiper, 2003 AZ84 pertany a la subcategoria dels plutins. Aquesta subcategoria engloba tots els objectes amb òrbites semblants a la de Plutó. Això vol dir que dona 2 voltes al voltant del Sol en el temps que Neptú en dona 3. Dins d'aquesta categoria és un dels objecte més grans, junt a Plutó, (90482) Orc, Caront i (28978) Ixion.